# Memorial Bandeira Tribuzi
O Memorial Bandeira Tribuzi é um museu público e espaço cultural localizado em São Luís, no Maranhão, em homenagem ao economista, jornalista, professor, compositor, ensaísta e poeta maranhense Bandeira Tribuzi, que foi o autor do Hino de São Luís.
Fundado em 1986, numa área de oito mil metros quadrados no bairro da Ponta d’Areia. Com projeto do arquiteto Manoel Carlos Carvalho, a obra passou a abrigar o acervo de fotografias, desenhos, charges, livros, originais de poesia, textos então inéditos e partituras de Tribuzi, documentos em sua maioria cedidos pela família do poeta e por amigos.

Ao longo dos anos, o espaço foi sofrendo com o abandono, a localização desfavorável, a ação da umidade e o salitre, o que fez com que parte do acervo fosse perdido.

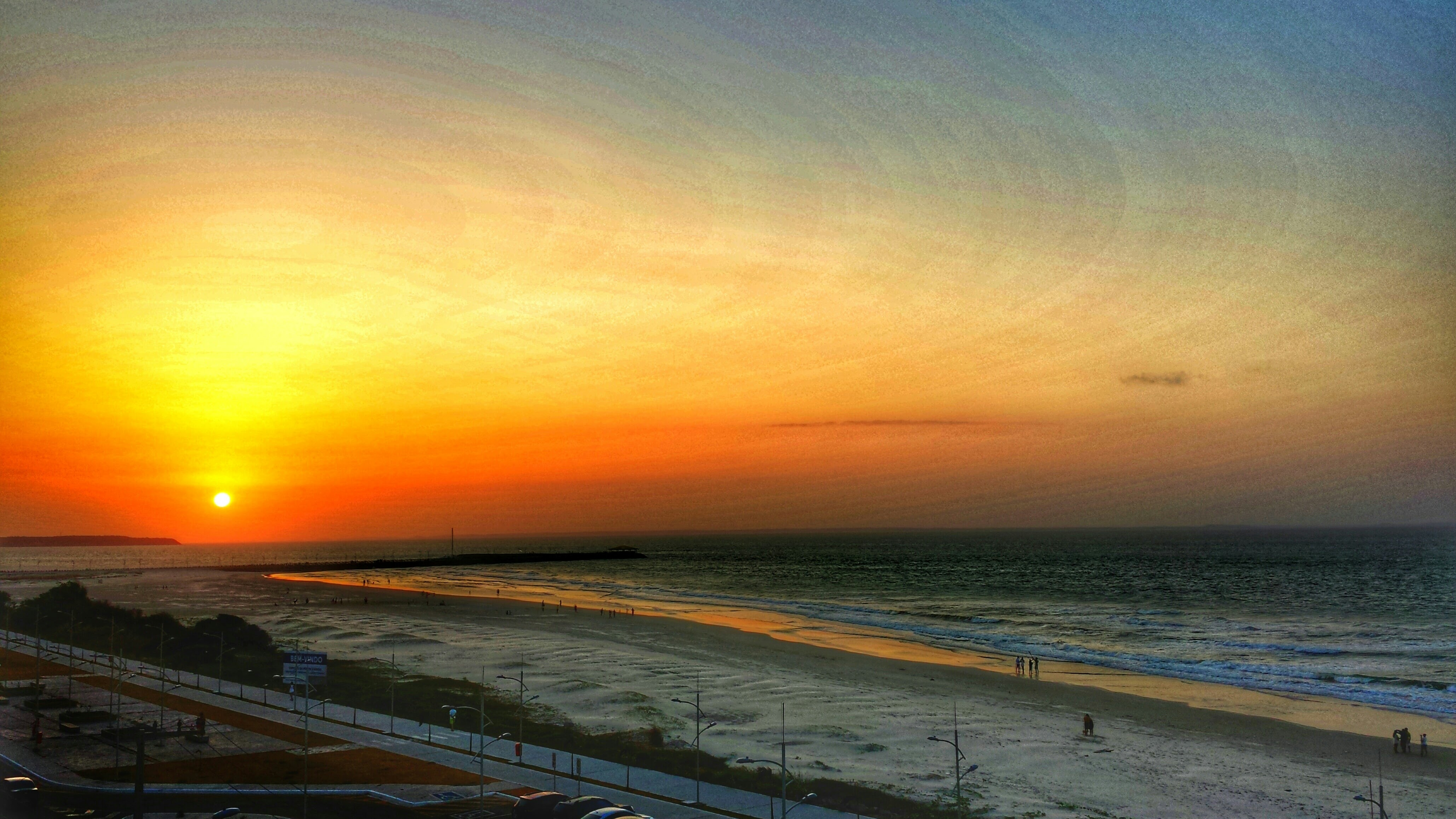
Pôr do sol na Espigão Costeiro da Ponta D'Areia, onde se localiza o Memorial.

Em 2017, o espaço foi reaberto após uma reforma e revitalizado do local com a criação de um complexo turístico que inclui o Espigão Costeiro da Ponta d'Areia e o Forte de Santo Antônio da Barra, totalmente recuperado, e uma das mais antigas edificações militares da capital maranhense, construída no final do século XVII, e que abriga o Museu das Embarcações Maranhenses, um Memorial sobre a história do Forte e o Museu da Imagem e do Som.
Em 2017, o Memorial fez uma homenagem ao poeta, que completaria 90 anos.
Atualmente, além de resgatar a memória de Bandeira Tribuzi, o espaço também tem a proposta de receber eventos e atividades artísticas e culturais, além de exposições sobre a cultura popular maranhense.